# Matteo Dal-Cin
Matteo Dal-Cin (ur. 14 stycznia 1991 w Ottawie) – kanadyjski kolarz szosowy.

## Osiągnięcia
Opracowano na podstawie:

2009
- 2. miejsce w mistrzostwach Kanady juniorów (jazda indywidualna na czas)

2015
- 1. miejsce w Grand Prix Cycliste de Saguenay
  - 1. miejsce na 1. etapie

2017
- 1. miejsce na 1. etapie Tour of the Gila
- 1. miejsce na 2. etapie Tour de Beauce
- 1. miejsce w mistrzostwach Kanady (start wspólny)

2022
- 1. miejsce w South Aegean Tour
  - 1. miejsce na 2. etapie
- 2. miejsce w Tour of the Gila
- 2. miejsce w mistrzostwach Kanady (jazda indywidualna na czas)

## Rankingi
| Rok              | 2014 | 2015 | 2016  | 2017 | 2018 | 2019 | 2020 | 2021 | 2022 | 2023  |
| ---------------- | ---- | ---- | ----- | ---- | ---- | ---- | ---- | ---- | ---- | ----- |
| World Ranking    |      |      | 1874. | 640. | -    | -    | -    | -    | 510. | 1248. |
| UCI America Tour | 388. | 41.  | 310.  | 22.  | -    | -    | -    | -    | 42.  | -     |
|                  |      |      |       |      |      |      |      |      |      |       |
| Źródło: UCI      |      |      |       |      |      |      |      |      |      |       |